# Havenrak 1
Havenrak 1 is een houten woonhuis aan het Havenrak in de Noord-Hollandse plaats Broek in Waterland. Het pand werd in 1968 aangewezen als rijksmonument en in 2007 werd het aangekocht door Vereniging Hendrick de Keyser.

## Geschiedenis
Wanneer er voor het eerst een woonhuis op deze plek is gebouwd, is niet bekend. Wel is bekend dat het huidige pand in 1783 is ge- of herbouwd, met behoud van oudere delen, naar aanleiding van een grote brand. Het adres was tussen 1676 en 1951 in gebruik als bakkerij. De eerste bakkerij was van Jan Harmensz 'de Backer', hij had het huis gekocht van Aaltje Barentsz. In 1951 werd de bakkerij omgebouwd tot woning met antiekwinkel. De toenmalige eigenaren lieten het ook restaureren.
Het pand werd in 2007 geschonken aan Vereniging Hendrick de Keyser, begin 2008 bleek dat de schenkster ook een financiële erfenis aan de vereniging had nagelaten, waardoor het pand dat jaar ook intern gerestaureerd kon worden. Nog hetzelfde jaar begon de restauratie van het pand, want er was veel achterstallig onderhoud. Hierbij werden moderne zaken die niet bij het pand passen weer verwijderd, zoals een kleine serre. Het klompenhok, waarvan de leeftijd niet bekend is, is juist wel behouden. Er werd ook meteen bouwhistorisch onderzoek verricht, waarbij restanten van de bakkersoven terug werden gevonden en de uitbouw aan de achterzijde, die als tuinkamer werd gebruikt, bleek van origine een turfhok te zijn.

## Exterieur

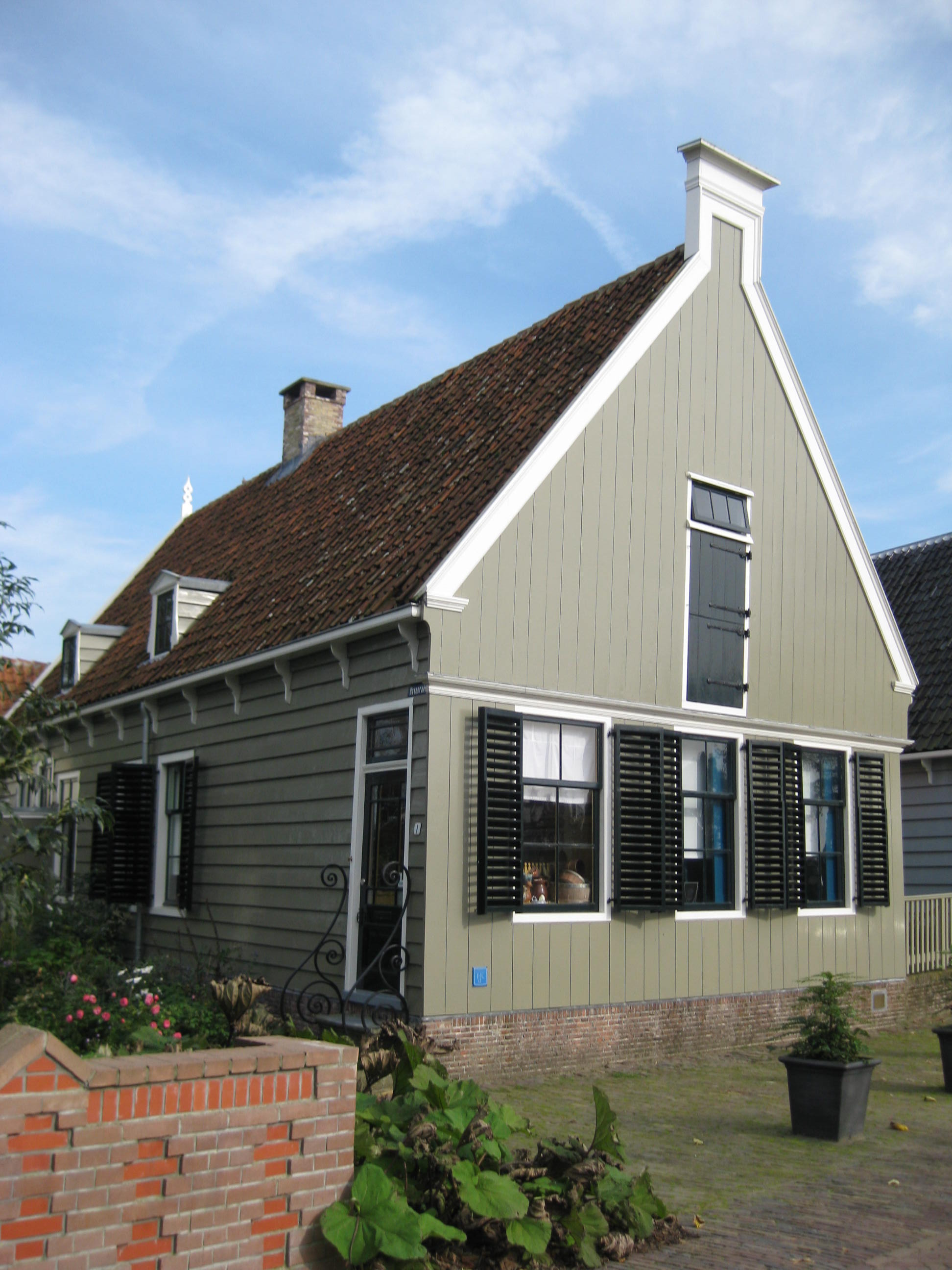
Het pand in 2010

De voorgevel bestaat uit een houten puntgevel. De punt zelf heeft verticale rabatdelen en de pui horizontale. Het luik in de voorgevel gaf toegang tot de meelzolder van de bakkerij. Op de bakstenen plint en rode dakpannen na, is het gebouw volledig uit hout opgetrokken. In tegenstelling tot vele andere houten panden in Broek in Waterland, is het niet in een grijstint geschilderd, maar in een historische olijfgrauwe kleur. In de tuin bevinden zich een halfrond klompenhok tegen de linker zijgevel en een kralentuin bij de rechter zijgevel.
Terwijl de linkerzijgevel gedemonteerd werd, kwam men er achter dat bij verbouwingen een deel van de draagconstructie was verwijderd. Na deze ontdekking zijn twee nieuwe gebintstijlen geplaatst.

### Kralentuin
Naast de woning bevindt zich een restant van een 18e-eeuwse stijltuin, in de vorm van een kralentuin. Op de originele plek, bij het Broekerhuis aan de Dorpsstraat 11-13, raakte de tuin in 1881 in verval. Het bestaat uit blauwe, witte en zwarte kralen in een stervorm. Deze kralentuin is afkomstig uit de tuin van het Broekerhuis en is in 1951 naar de huidige locatie verhuisd. In november 1969 werden 400 kralen uit het perk gestolen. Het perk is gerestaureerd met reservekralen. Het geheel is daarna wel in cement vastgelegd.

## Interieur
Het skelet van de woning bestaat uit kopbalkgebinten, met de stijlen direct in de zijgevels. Een aantal interieurelementen stammen uit de 17e en 18e eeuw, een aantal van deze spullen komt ook uit afgebroken panden elders in het dorp. Een van de elementen is een schoorsteenreliëf van wit marmer. Het reliëf toont Aeolus en de vier winden. Dit marmeren reliëf komt uit een pand in Delft. De plavuizen in de woning komen uit de Nieuwe Kerk van Amsterdam. In de voorkamer is ook de bedsteewand teruggebracht. Deze kamer is ook in felblauwe tinten geschilderd. De naastgelegen bakkerswinkel juist in okergeel.
De bakkersoven is verwijderd, maar de plek waar deze zich bevond is nog wel te herkennen. In de keuken is een nieuwe regenwaterbak op de plek van een oude geplaatst. De achterkamer tegenover de keuken bevat een trapje uit de bouwtijd van het huidige pand.